# Zoltán Nagy (voetballer, 1985)
Zoltán Nagy (Debrecen, 25 oktober 1985) is een Hongaars voetballer (rechtsback) die sinds 2006 voor de Hongaarse eersteklasser Debreceni VSC speelt.